# Denise van Outen
Denise van Outen, pseudonimo di Denise Kathleen Outen (Stanford-le-Hope, 27 maggio 1974), è un'attrice, cantante, ballerina e presentatrice televisiva britannica, attiva anche in campo teatrale e cinematografico.

## Biografia
Ha fatto il suo debutto sulle scene nel 1986 a 12 anni, nella produzione londinese del musical Les Misérables, in cui interpretava Éponine da bambina alternandosi con la compagnia di scuola Melanie Blatt. Tre anni dopo tornò nel West End nel musical Stop the World – I Want to Get Off, a cui seguì Sogno di una notte di mezza estate per la Royal Shakespeare Company. Allo stesso tempo aveva cominciato anche a recitare in alcune serie televisive, tra cui Metropolitan Police.
Nel 2001 tornò sulle scene londinese con il musical Chicago, in cui interpretava Roxie Hart; la sua interpretazione fu un successo e l'attrice tornò a ricoprire il ruolo a Broadway l'anno dopo e di nuovo a Londra nell'aprile del 2002. Nel 2003 recitò in un one-woman musical al Gielgud Theatre di Londra, Tell Me on a Sunday, che l'autore Andrew Lloyd Webber riscrisse in parte apposta per lei; il musical rimase in scena per quasi un anno. Nel 2007 interpretò Maureen nel musical Rent a Londra, mentre nel 2009 ha fatto il suo debutto all'Edinburgh Fringe. Nel 2010 rimpiazza Jill Halfpenny nel musical Legally Blonde, mentre nel 2018 torna a danzare nel musical Chicago, questa volta nel ruolo di Velma Kelly.
Alla carriera di attrice teatrale e televisiva ha affiancato quella di giudice e concorrente di talent show: nel 2007 è stata giudice di Any Dream Will Do!, di cui sposò il vincitore nel 2009, mentre nel 2012 fu una delle finaliste di Strictly Come Dancing

### Vita privata
È stata impegnata sentimentalmente con Jason Kay, front man dei Jamiroquai, dal 1998 al 2001; la coppia si fidanzò ufficialmente, ma la relazione s'interruppe nel 2001. L'album di Kay A Funk Odyssey parla soprattutto della fine della loro relazione.
Dal 2009 al 2015 è stata sposata con Lee Mead, vincitore di Any Dream Will Do!, da cui ha avuto una figlia.

## Filmografia parziale

### Attrice
- Le nuove avventure di Guglielmo Tell - serie TV, 1 episodio (1989)
- Where the Heart Is - serie TV, 13 episodi (2005-2006)
- EastEnders - serie TV, 4 episodi (2015)

### Presentatrice
- BRIT Award (2008)
- The 5 O'Clock Show (2010)